# Avesnes-en-Val
Avesnes-en-Val is een gemeente in het Franse departement Seine-Maritime in de regio Normandië. De gemeente telt 268 inwoners (1999) en maakt deel uit van het arrondissement Dieppe.

## Geschiedenis
Op de 18de-eeuwse Cassinikaart is het dorp aangeduid als Avennes.
Op het eind van het ancien régime op het eind van de 18de eeuw, toen de gemeenten werden gecreëerd, werd Avesnes een gemeente, waartoe ook de gehuchten Aigumont en Blanques behoorden.
In 1825 werden de buurgemeenten Saint-Aignan en Villy-le-Haut opgeheven en bij Avesnes gevoegd.
In 1902 kreeg de gemeentenaam officieel een achtervoegsel en werd Avesnes-en-Val, ter onderscheid met de gelijknamige gemeente Avesnes (later Avesnes-en-Bray) elders in het departement. Het achtervoegsel "en-Val" verwijst naar de ligging van het dorpscentrum in een vallei, een zijvallei van de vallei van de Yères.

## Geografie
De oppervlakte van Avesnes-en-Val bedraagt 16,2 km², de bevolkingsdichtheid is 16,5 inwoners per km².
Naast het dorpscentrum van Avesnes liggen in de gemeente nog de plaatsjes Saint-Aignan en Villy-le-Haut en de gehuchten Règnetuit, Blanques, Maisoncelle, Feuilloy, Aigumont.
De onderstaande kaart toont de ligging van Avesnes-en-Val met de belangrijkste infrastructuur en aangrenzende gemeenten.

## Bezienswaardigheden

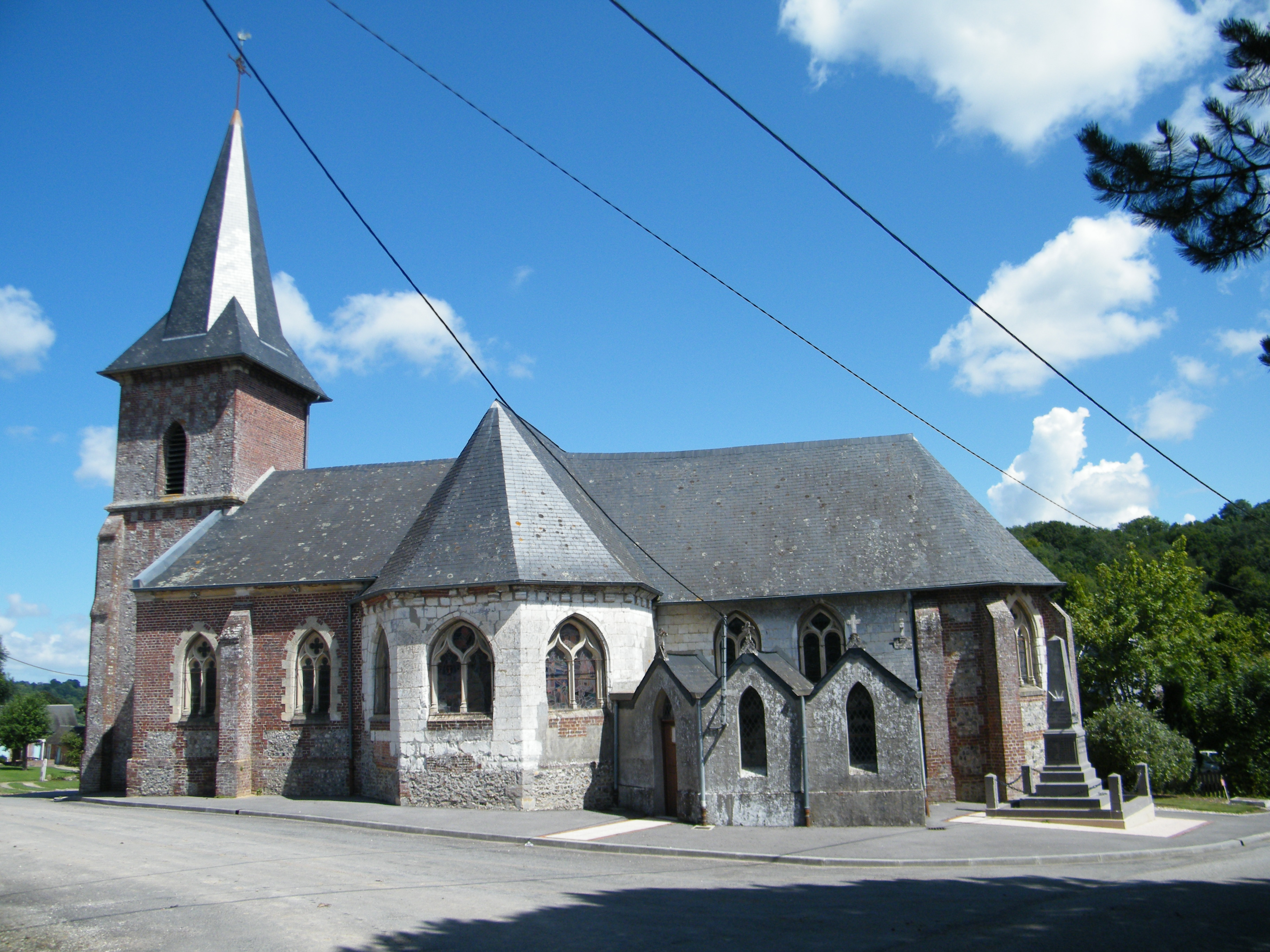
Église Saint-Melaine

- De Église Saint-Melaine

## Demografie
Onderstaande figuur toont het verloop van het inwonertal.
Aigumont · Avesnes-en-Val · Blanques · Feuilloy · Maisoncelle · Règnetuit · Saint-Aignan · Villy-le-Haut